# Dom Vogelsbergera
Dom Vogelsbergera (fr. Maison Vogelsberger) – zabytkowy dom w Wissembourgu, w regionie Grand Est, w departamencie Dolny Ren (Francja).
Dom zbudował w 1540 Sebastian Vogelsberger (1505-1548), pułkownik (landsknecht) w służbie króla Francji, który w 1542 uzyskał prawo mieszczanina w Wissembourgu. Na rozkaz cesarza Karola V, pod pretekstem zdrady, został ścięty w 1548, a jego majątek skonfiskowano. Dom, który 1551 zakupiło miasto, ponad sto lat później uległ pożarowi (1677). Został odbudowany w XVIII w.

Pośrodku parteru znajduje się portal zamknięty łukiem. Wejście flankowane jest dwoma pilastrami, które podtrzymują gzyms. W polach nad bokami łuku umieszczone są dwa kartusze z herbami Vogelsberger (lewy) i Wolff (prawy) i centralnie rok 1540. Między portalem a balkonem malowidło przedstawiające herby między dwoma landsknechtami, z nazwiskami Sebastiana Vogelsbergera i Thomasa Wolffa na szarfie. 

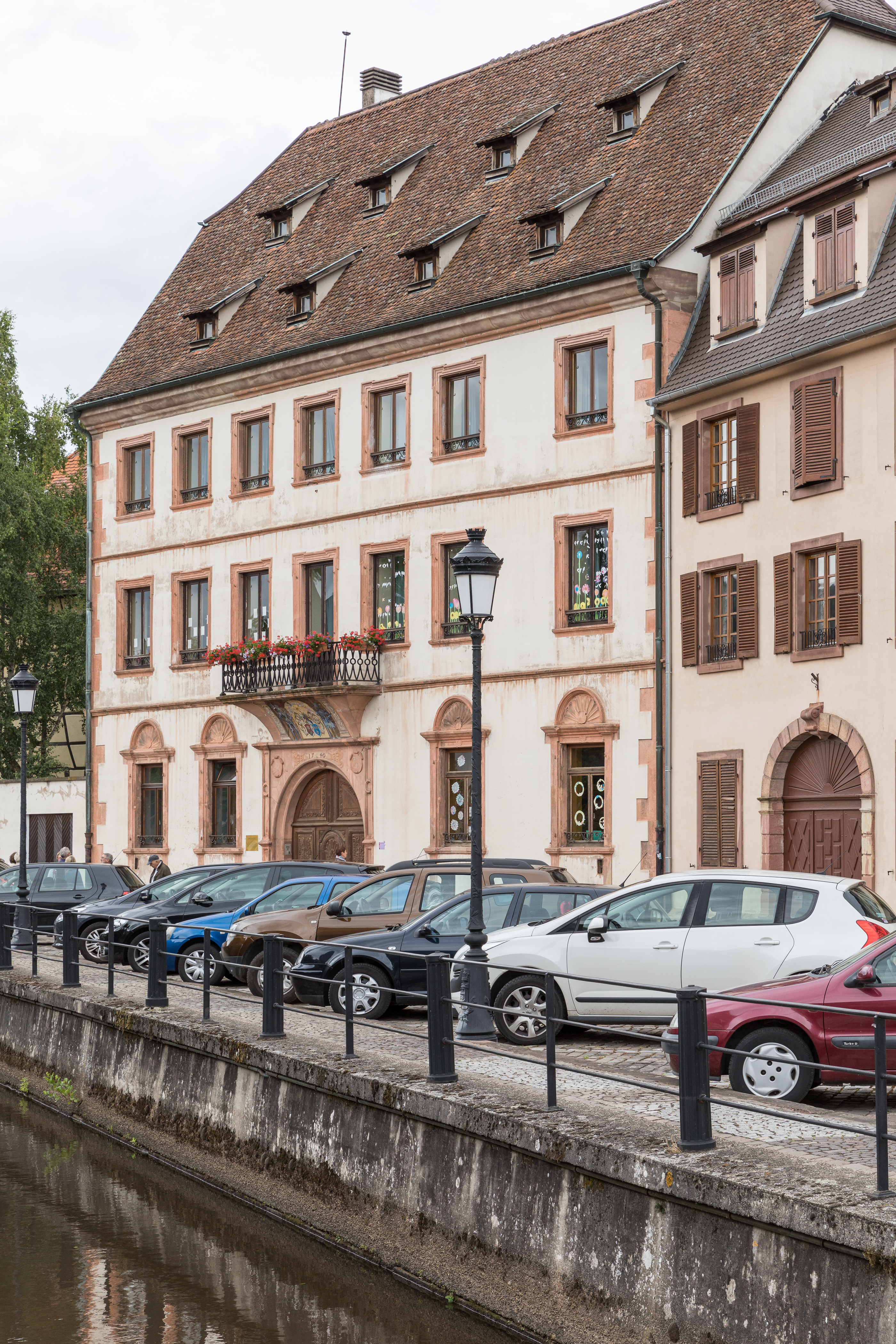
Dom Vogelsbergera
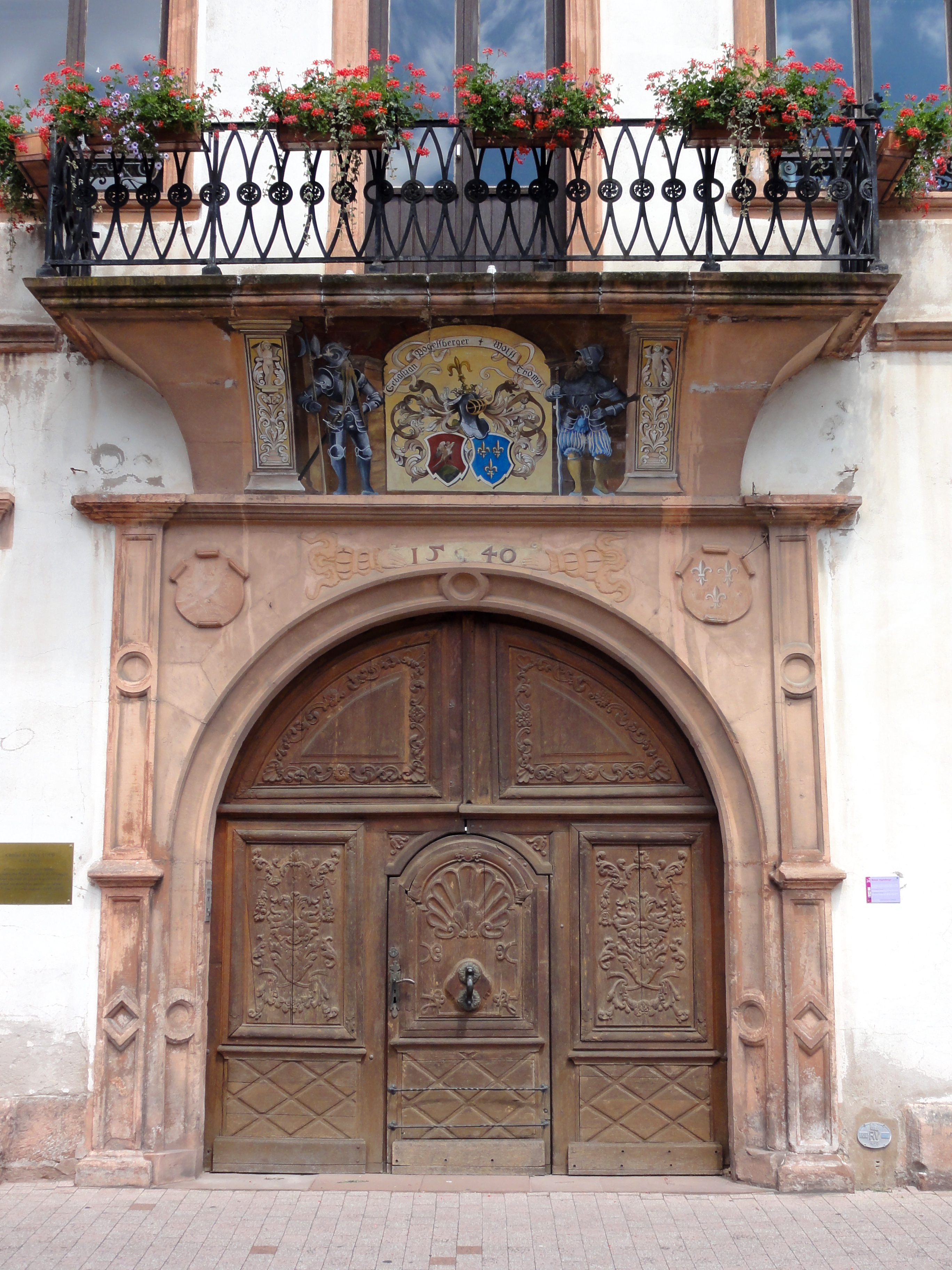
Portal
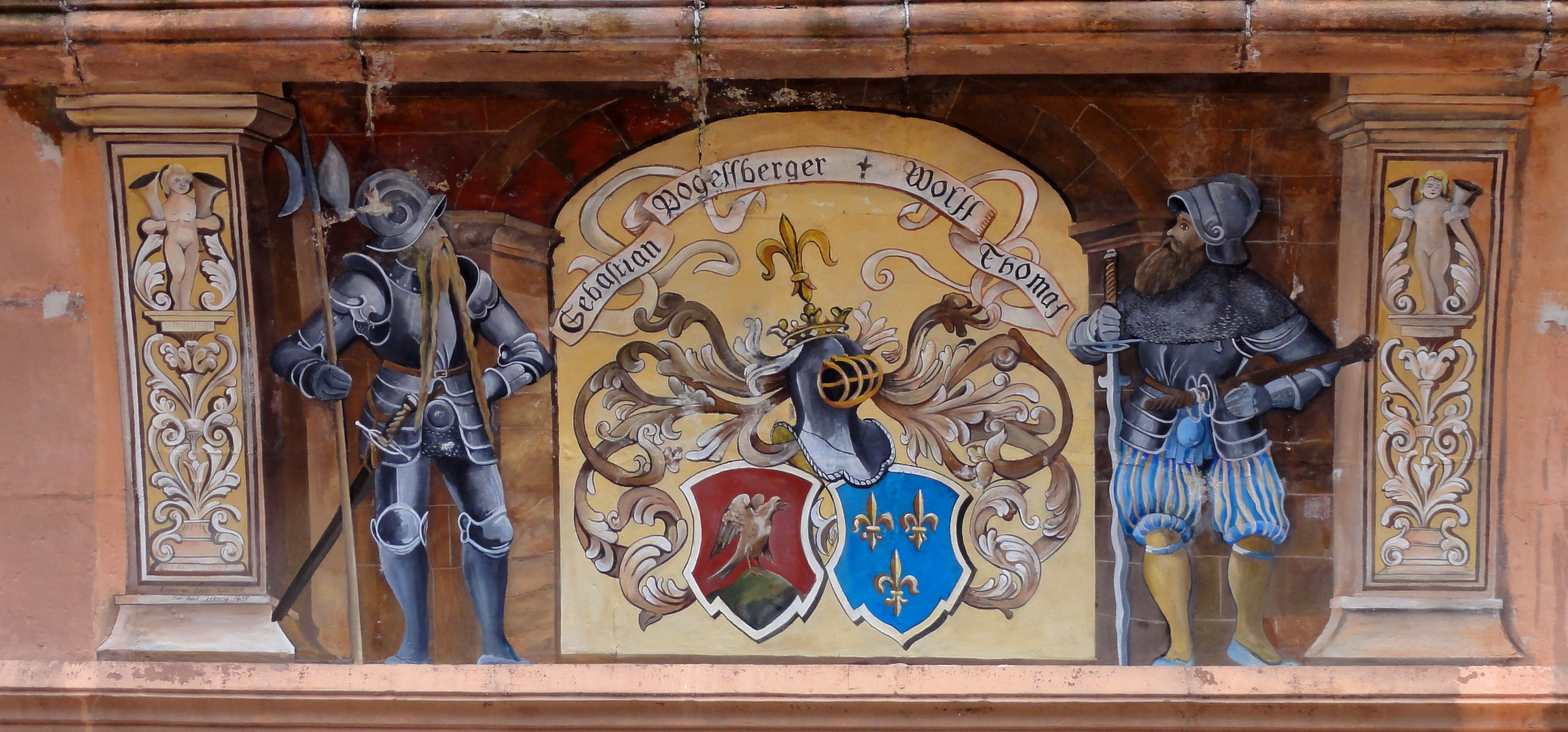
Herby nad portalem